# Walter Marichal
Walter Marichal – piłkarz urugwajski, obrońca.
Jako piłkarz klubu Club Nacional de Football wziął udział w turnieju Copa América 1957, gdzie Urugwaj zajął czwarte miejsce. Marichal zagrał w dwóch meczach - z Ekwadorem i Kolumbią.